# Illogic

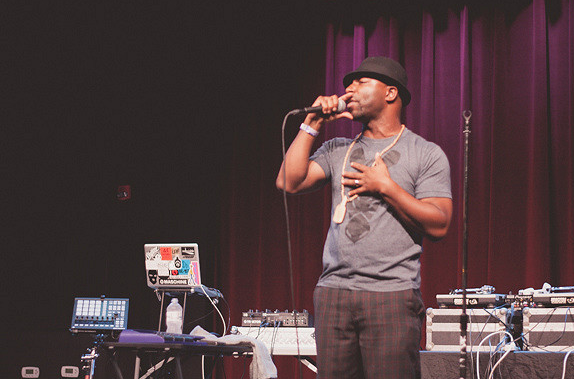
Illogic

Illogic (auch illogic geschrieben) (* 18. Januar 1980 in Columbus, Ohio; bürgerlich Jawhar Glass) ist ein US-amerikanischer Underground-Rapper.

## Leben
Er nahm  mit 16 Jahren  an Rap Battles teil und veröffentlichte 1998 sein Debüt Unforeseen Shadows. Die Alben erschienen unter Weightless Recordings und Dove Ink Records. Den Großteil seiner Alben produzierte Blueprint von den Soul Position's. Er arbeitete ebenfalls mit Aesop Rock, Vast Aire, Davu, Ant und Slug von Atmosphere zusammen. Er trat später als Voract von Rakim, Casual, Psalm One, Atmosphere, Eyedea, Brother Ali, The Roots, Common, One Be Lo, Modill und Royce da 5′9″ auf. Sein  Album Diabolical Fun erschien 2009.
Illogic ist Mitglied der Gruppen The Orphanage (mit Aesop Rock, Eyedea, Slug und Blueprint) und Illogic & Blockhead (mit Blockhead).

## Diskografie
Solo-Alben
- 1999: Unforeseen Shadows
- 2001: Got Lyrics?
- 2004: Celestial Clockwork
- 2009: Diabolical Fun

EPs und Compilations
- 2003: Write to Death Vol. 1 (My Hand Hurts)
- 2004: The Off The Clock (EP)
- 2006: Write to Death Vol. 2 (The Missing Pieces)
- 2008: One Bar Left (EP)

Illogic & Blockhead
- 2013: Preparing for Capture (EP; Man Bites Dog Records)
- 2013: Preparing for Capture 2 (EP; Man Bites Dog Records)
- 2013: Capture the Sun (Man Bites Dog Records)
- 2014: After Capture (EP; Man Bites Dog Records)

Illogic & Walter Rocktight
Year 8076
Gastauftritte
- Greenhouse Effect - Feedback (Feat. Illogic)
- Greenhouse Effect - Weightless (Feat. Illogic)
- Blueprint - Lucky (Feat. Illogic)
- Blueprint - Sacrifice (Feat. Illogic)
- Blueprint - Kill The Machine (Feat. Illogic)
- Vast Aire - Time Capsule (Feat. Aesop Rock & Illogic)